# مارتن كروس
مارتن كروس (بالإنجليزية: Martin Cross) هو مجدف بريطاني، ولد في 19 يوليو 1957 في لندن في المملكة المتحدة.

## وصلات خارجية
- مارتن كروس على موقع الاتحاد الدولي للتجديف (الإنجليزية)
- مارتن كروس على موقع اللجنة الأولمبية الدولية (الإنجليزية)
- مارتن كروس على موقع أوليمبيديا (الإنجليزية)
- مارتن كروس على موقع اللجنة الأولمبية البريطانية (الإنجليزية)